# Michel Haïssaguerre
 (septembre 2013).
Si vous disposez d'ouvrages ou d'articles de référence ou si vous connaissez des sites web de qualité traitant du thème abordé ici, merci de compléter l'article en donnant les références utiles à sa vérifiabilité et en les liant à la section « Notes et références ».
Michel Haïssaguerre, né le 5 octobre 1955 à Bayonne, est un cardiologue et électrophysiologiste français. Ses travaux ont été à la base du développement de nouveaux marqueurs et de thérapies pour les fibrillations cardiaques.

## Biographie
Nommé professeur de cardiologie en 1994, Michel Haïssaguerre exerce à l'hôpital cardiologique du Haut-Lévêque, CHU de Bordeaux, en tant que chef du service de cardiologie-électrophysiologie et stimulation cardiaque. Il est membre élu de l'Académie des sciences depuis 2010.
Les travaux du professeur Haïssaguerre sur les fibrillations cardiaques sont à la base de nouvelles thérapeutiques largement appliquées dans le monde.
En 2011, le projet d’Institut de Rythmologie et Modélisation cardiaque (IHU LIRYC) porté par le professeur Michel Haïssaguerre avec l’Université et CHU de Bordeaux, la région Nouvelle-Aquitaine et INRIA est retenu parmi les lauréats de l'appel à projets relatif à la création des Instituts Hospitalo-Universitaires (IHU) dans le cadre du programme des investissements d'avenir. Entièrement consacré à l’électrophysiologie et fondé sur une approche pluridisciplinaire, LIRYC réunit près de 150 chercheurs de 18 nationalités différentes. L’IHU a pour vocation de mieux comprendre et traiter les maladies du rythme cardiaque.[réf. nécessaire]

## Travaux de recherche
Ses activités de recherche scientifique et clinique sont consacrées à l'électrophysiologie cardiaque, en particulier la cartographie des arythmies cardiaques, et leur traitement curatif.
Ses premiers travaux dès 1984 portent sur la cartographie d’arythmies n’impliquant qu’un seul élément pathologique. Ses études ont démontré qu’il était possible de localiser précisément les structures pathologiques en enregistrant directement leur activité électrique par cathéter intracardiaque, dans les voies accessoires auriculo-ventriculaires ou dans les tachycardies par réentrée intranodale. L’élément pathologique est ensuite neutralisé par application d’énergie électrique, permettant la guérison totale des patients ,,.

### Cartographie des fibrillations cardiaques
Les travaux ultérieurs ont porté sur la fibrillation atriale et la fibrillation ventriculaire et ont mené aux contributions médicales les plus innovantes. Les fibrillations sont les arythmies cliniquement les plus sévères et aux mécanismes les plus complexes.
La fibrillation atriale est très fréquente, touchant 1 % de la population avant 60 ans, puis augmentant rapidement pour atteindre 15 % de la population après 80 ans. Elle est responsable de 20 à 25% des accidents vasculaires emboliques cérébraux,. La fibrillation ventriculaire est l’arythmie principalement responsable des ‘arrêts cardiaques’ ou ‘morts subites’, qui représentent 10% de la mortalité des sujets adultes en Europe et Amérique de Nord. La mort subite cause en France 40 000 à 50 000 décès d’adultes, supérieure à la mortalité des cancers les plus fréquents (poumons 33 000, colon-rectum 17 000, sein 12 000, prostate 8 000). Dans la majorité des cas, elle frappe des sujets sans symptômes préalables.
Le mécanisme des fibrillations cardiaques, étudié dès 1914 par Georges Ralph Mines (en) et W. E. Garrey (en), fait intervenir plusieurs mécanismes et particulièrement des circuits de ré-entrée, qui créent des mouvements électriques tourbillonnaires et un aspect chaotique des signaux,. Le substrat pathologique des ré-entrées nécessite un succession d'altérations anatomiques ou fonctionnelles des anomalies opérant à une échelle tissulaire plutôt que cellulaire, expliquant l’efficacité limitée des traitements par agents bloqueurs des canaux ioniques. Le Professeur Michel Haïssaguerre et son équipe ont conçu dès 1994 de nouveaux cathéters multi électrodes pour parvenir à cartographier l’origine des activités générant l’initiation des fibrillations, avant la dissémination des activités électriques. Ces études ont montré que des sources discrètes étaient à l’origine de ces phénomènes électriques complexes, ouvrant la voie à de nouvelles thérapeutiques curatives.
Ces travaux ont permis d’identifier la genèse de la fibrillation auriculaire en lien avec des impulsions naissant des parois des veines pulmonaires, structures jadis considérées comme sans activité électrique propre. Une technique d’isolation des veines pulmonaires a été proposée devenant la méthode de référence internationale pour le traitement des fibrillations auriculaires. Environ 450 000 patients ont bénéficié de cette intervention en 2019.
Les études sur les fibrillations ventriculaires ont ensuite identifié les cellules de Purkinje, qui ne composent qu’une part minime de la masse cardiaque, à l’origine de morts subites chez des sujets à cœur apparemment sain. Ce mécanisme constitue l’élément pathologique critique chez 7-14% de ces victimes. L’ablation ciblée des cellules initiatrices permet la guérison des patients. Elle a constitué la première thérapie curative des fibrillations ventriculaires. Le rôle initiateur des cellules de Purkinje a été identifié aussi à l’origine de fibrillations ventriculaires survenant après infarctus du myocarde, cardiomyopathies ou d’autres cardiopathies plus rares.
L’identification des sujets à risque de mort subite constitue le défi médical prioritaire en raison du rôle létal majeur des arythmies ventriculaires et de leur nature imprévisible. Les études menées à l’institut Liryc sur cœur humain ex-vivo, ou en clinique avec les Pr Nademanee et Nogami montrent qu’un phénotype ECG identique peut exprimer des mécanismes distincts. Des études ont également porté sur l’origine énigmatique des ‘morts subites cardiaques inexpliquées’. Celles-ci sont définies par l’absence de cause retrouvée après une autopsie complète chez les patients décédés, ou après des examens complets négatifs chez les patients réanimés. Cette pathologie, frappe particulièrement les sujets masculins de moins de 45 ans, le plus souvent au repos ou pendant le sommeil. Après localisation des sources tourbillonnaires, des cartographies haute résolution ont montré dans la majorité des cas la présence d’une aire localisée de myocarde altéré, invisible aux investigations cliniques. Cette micro-pathologie qui semble une altération pouvant résulter de diverses pathologies, constituait la structure d’émergence des tourbillons électriques. La présence d’un tel marqueur ouvre de nouvelles voies de diagnostic précoce des sujets à risque, par des méthodes électriques ou d’imagerie, combinées aux méthodes génétiques.

## Publications
Le Professeur Michel Haïssaguerre est auteur de plus de huit-cents publications dans les principales revues de cardiologie et de médecine traitant principalement de cartographies des arythmies, d’identification de nouveaux marqueurs ou cibles thérapeutiques par électrocardiographie, et de leur traitement curatif.

## Prix scientifiques
- 1982 - prix Robert-Debré
- 1990 - prix de l'Information cardiologique
- 1992 - prix Ela Medical
- 2002 - Nylin Award (Société Suédoise de cardiologie)
- 2003 - Best Scientist Award Grüntzig (Société Européenne de cardiologie)
- 2004 - Pioneer in Cardiac Electrophysiology (North American Society of Pacing and Electrophysiology)
- 2009 - Prix Montyon de l'Académie des sciences
- 2009 - Prix Mirowski de l'excellence en cardiologie et électrophysiologie (Mirowski Award for Excellence in Clinical Cardiology and Electrophysiology)
- 2010 - Grand Prix scientifique de la Fondation Lefoulon-Delalande (Scientific Grand Prize of the Lefoulon-Delalande Foundation)
- 2010 - Prix Louis-Jeantet de médecine à Genève
- 2014 - KU Pioneer in Cardiovascular Electrophysiology
- 2015 - Gold medal European Society of Cardiology
- 2019 - Luigi Luciani Electrophysiology award